# Pakistan Golf Federation
De Pakistan Golf Federation (Urdu: پاکستان گالف فیڈریشن) is de organisatie die alles betreffende de golfsport in Pakistan regelt. De organisatie werd in 1967 opgericht.
Taimur Hussain, die het Pakistan Open in 1995 als amateur won en in 2001 als professional, woont nu in Japan, maar is erevoorzitter van de PFG.